# Cristina Fernández Cubas
Cristina Fernández Cubas (Arenys de Mar, Barcelona, 1945) é uma escritora e jornalista espanhola, uma das mais destacadas cultivadoras do conto breve na literatura espanhola das décadas de 1990 e 2000.

## Biografia e carreira literária
Estudou Direito e Jornalismo em Barcelona. Casada com o escritor Carlos Trías Sagnier, desde muito jovem foi jornalista. Tem residido, entre outras cidades, no Cairo, Lima, Buenos Aires, Paris e Berlim.
Publicou o seu primeiro volume de contos, Mi hermana Elba, em 1980, tendo-lhe seguido outros: Losaltillos de Brumal (1983), El ángulo del horror (1990), Con Ághata en Estambul (1994), Parientes pobres del diabo (2006, Prêmio Setenil do mesmo ano). Em 2009, a sua seu recompilação Todos los cuentos recebeu os prémios Cidade de Barcelona, Salambó, Qwerty e Tormenta, entre outros.
É também autora de romances —El año de Gracia e El columpio—, uma obra de teatro —Hermanas de sangre— e um livro de memórias narradas, Cosas que ja no existen (Prêmio NH Hotéis para Contos, 2001), recuperado em 2011 por Tusquets Editores.
Em 2013 decidiu utilizar o seudónimo de Fernanda Kubbs para o seu romance La puerta entreabierta, sobre uma jornalista céptica que ao visitar a uma vidente sofre uma transformação inesperada.
Fernández Cubas usa modelos da narração fantástica para levar as suas personagens - principalmente femininas - para atmosferas inquietantes, plenas de sugestões, um jogo em que o leitor é parte activa da descodificação das chaves e dos silêncios, da divulgação das razões últimas da psicologia e condutas.
A sua obra está traduzida em dez idiomas.

## Obras
- Mi hermana Elba, contos, Barcelona, Tusquets Editores, 1980
- Os sótãos de Brumal - no original Los altillos de Brumal, contos, Barcelona, Tusquets Editores, 1983
- El año de Gracia, romance, Barcelona, Tusquets Editores, 1985 (Romance)
- Cris y Cros, seguido de El vendedor de sombras, Madrid, Alfaguara, 1988
- El ángulo del horror, cuentos, Barcelona, Tusquets Editores, 1990
- Com Agatha em Istambul  - no original Con Ágatha en Estambul, contos, Barcelona, Tusquets Editores, 1994
- El columpio, Barcelona, novela, Tusquets Editores,1995
- Hermanas de sangre,  teatro, Barcelona, Tusquets Editores, 1998
- Emilia Pardo Bazán, biografia, Barcelona, Editorial Omega, 2001
- Cosas que ya no existen, memórias, Barcelona, Lumen 2001, Tusquets Editores 2011
- Parientes pobres del diablo, contos, Barcelona, Tusquets Editores 2006
- Todos los cuentos, Barcelona, Tusquets Editores, 2008
- La habitación de Nona, Barcelona, Tusquets Editores, 2015[5]

como Fernanda Kubbs
- La puerta entreabierta, romance, Barcelona, Tusquets Editores, 2013

Antologias
- Aquelarre. Antología del cuento de terror español actual (relato, "Salto de Página", 2010)

## Prémios
- Prémio Setenil  (2006)
- Prémio Nacional de Narrativa (2016)